# Колобнев, Александр Васильевич
Александр Васильевич Колобнев (р. 4 мая 1981 года, Выкса, Нижегородская область) — российский профессиональный шоссейный велогонщик. Заслуженный мастер спорта России (2012). Воспитанник уфимского велоцентра «Агидель».
Серебряный призёр чемпионатов мира 2007 и 2009, бронзовый призёр Олимпийских игр 2008 в Пекине, чемпион России 2004 и 2010 в групповой шоссейной гонке. Многократный победитель и призёр однодневных гонок и этапов многодневных гонок под эгидой UCI ProTour и UCI Europe Tour.
В 2016 году завершил профессиональную спортивную карьеру.

## Спортивная карьера

### Олимпийские игры 2008 года
На летних Олимпийских играх 2008 года в Пекине Александр Колобнев принимал участие в групповой гонке, по результатам которой занял 4-е место. В первой тройке финишировали Самуэль Санчес, Давиде Ребеллин и Фабиан Канчеллара. Позднее Французским антидопинговым агентством было выявлено наличие эритропоэтина CERA в крови спортсменов, принимавших участие в Тур де Франс 2008 года, в число которых попал Ребеллин. Из-за этого Международный олимпийский комитет инициировал повторный анализ допинг-проб участников Олимпиады в Пекине. 28 апреля 2009 года были опубликованы результаты анализа первых проб, наличие запрещённых веществ выявлено у 6 спортсменов, в том числе у велогонщиков Штефана Шумахера и Давиде Ребеллина. Пробы «B» подтвердили положительный результат.
11 ноября 2009 года решением МОК Давиде Ребеллин был дисквалифицирован и лишён серебряной медали Олимпийских игр. Серебро Олимпиады перешло к швейцарцу Фабиану Канчелларе, а бронза — Александру Колобневу.

### Допинг-скандал на «Тур де Франс» 2011 года
11 июля на Тур де Франс допинг-проба «A», взятая у Александра 6 июля, дала положительный результат на наличие в организме запрещенного препарата гидрохлортиазида. Применение этого препарата не несёт дисквалификации или иных санкций со стороны Международного союза велосипедистов (UCI), тем не менее, в случае положительного результата допинг-пробы «B», Колобнев выплатит штраф своей команде за потерю имиджа. Также он добровольно снялся с Тура и не принимал участие в ближайших соревнованиях. 20 июля опубликованы результаты контрольной допинг-пробы «B», взятой после пятого этапа Тур де Франс, подтвердившей наличие гидрохлортиазида в организме Александра. «Катюша» отстранила Александра Колобнева от участия в любых соревнованиях в составе команды. В целях установления всех обстоятельств данного случая и вынесения соответствующего решения Федерацией велосипедного спорта России инициировано расследование.
29 февраля 2012 года Спортивный арбитражный суд снял с Колобнева обвинения в употреблении допинга и отклонил иск UCI о дисквалификации.

### 2015 год
В марте 2015 года защитил диплом по специализации "Управление спортивными учреждениями и организациями" в Барселонской школе менеджмента при Университете имени Пумпеу Фабры.
В мае объявил о приостановке спортивной карьеры, причиной которой послужила травма, полученная месяцем ранее на Туре Страны Басков.

## Достижения
2003
2-й этап Неделя Коппи и Бартали
2004
 Чемпион России — групповая гонка
Молодёжная классификация Неделя Коппи и Бартали
2006
4-й этап Вуэльта Валенсии
2007
Монте Паски Эроика
3-й этап Париж — Ницца
2-й этап (TTT) Тур Германии
 Чемпионат мира — групповая гонка
2008
 Олимпийские игры — групповая гонка
2009
 Чемпионат мира — групповая гонка
3-й на Джиро ди Ломбардия
2010
 Чемпион России — групповая гонка
2-й на Льеж — Бастонь — Льеж
2013
Тур Валлонии
3-й в Генеральной классификации
1-й этап
2016
Горная классификация Вольта Алгарви

### Статистика выступлений наГранд Турах
| Гранд Тур | 2005 | 2006 | 2007 | 2008 | 2009 | 2010 | 2011 |
| --------- | ---- | ---- | ---- | ---- | ---- | ---- | ---- |
| Джиро     | 21   | 71   | сход | -    | -    | -    | -    |
| Тур       | -    | -    | -    | -    | -    | 65   | сход |
| Вуэльта   | 54   | -    | 54   | 40   | 31   | 29   | -    |

## Рейтинги
| Год                      | 2003  | 2004 | 2005 | 2006 | 2007  | 2008 | 2009 | 2010 | 2011  | 2012 | 2013  | 2014  | 2015 | 2016   |
| ------------------------ | ----- | ---- | ---- | ---- | ----- | ---- | ---- | ---- | ----- | ---- | ----- | ----- | ---- | ------ |
| Мировой рейтинг FICP/UCI | 142-й | -    |      |      |       |      |      |      |       |      |       |       |      |        |
| Мировой кубок UCI        | -     | 31-й |      |      |       |      |      |      |       |      |       |       |      |        |
| ПроТур UCI               |       |      | -    | 89-й | 142-й | 39-й |      |      |       |      |       |       |      |        |
| Мировой календарь UCI    |       |      |      |      |       |      | 47-й | 62-й |       |      |       |       |      |        |
| Мировой тур UCI          |       |      |      |      |       |      |      |      | 105-й | 47-й | 187-й | 199-й | -    | -      |
| Мировой рейтинг UCI      |       |      |      |      |       |      |      |      |       |      |       |       |      | 1003-й |
| Европейский тур UCI      |       |      |      |      |       |      |      |      |       |      |       |       |      | 713-й  |
| Азиатский тур UCI        |       |      |      |      |       |      |      |      |       |      |       |       |      | 459-й  |
|                          |       |      |      |      |       |      |      |      |       |      |       |       |      |        |
| Источник: UCI            |       |      |      |      |       |      |      |      |       |      |       |       |      |        |